# 卢卡·图里利
卢卡·图里利（Luca Turilli，1972年3月5日—），意大利音乐人（主要是吉他手）和作曲家。他是交响重金属乐队狂想曲乐团（Rhapsody of Fire）的创始人。 
他同时以个人名义出版了三张独奏专辑，并随后以Luca Turilli's Dreamquest的名义与Dominique Leurquin合作在2006年夏天出版了专辑《逝去的地平线》（《Lost Horizons》）。《逝去的地平线》也是Dominique Leurquin的第一张专辑。然而他近年来最大的一次冒险是2008年在线开设的吉他课程Luca Turilli's Neoclassical Revelation。这个课程的名字来源于他的新古典风格。
在狂想曲乐团的每一张专辑中，Luca Turilli都是唯一的词作者，并且除Il Canto del Vento（这首曲子是由主唱Fabio Lione所作）以外的所有的曲目都是他同键盘手Alex Staropoli合作的。他同时担任了大部分的吉他演奏。当然他也是自己三张专辑的作曲者和吉他手，在他与Dominique Leurquin的组合Luca Turilli's Dreamquest中作为键盘手而Dominique Leurquin则客串吉他手。
2011年8月，Luca Turilli和Alex Staropoli闹翻后，Alex继续使用Rhapsody of Fire的名字，而Lua则决定成立Luca Turilli's Rhapsody，根据原有的庭外和解结果，将他的名字加到原来的logo上以避免版权纠纷，并停止使用“Luca Turilli”的名字。（即Alex Staropoli继承Rhapsody of Fire的名号，而Luca Turilli以自己的名义另立山头成立自己的Rhapsody，继承原来以个人名义打出的名号。）

## 乐器
Luca用的一把电吉他叫“Luca Turrilli”，是由法国吉他师Cristopher Capelli制造的。还有一把Gibson吉他。

## 小传
Luca Turilli出生于弗留利-威尼斯朱利亚的的里雅斯特。受其父影响，他自幼就对古典音乐很感兴趣，并曾学习弹奏钢琴和吉他。1993年，他创立了Thundercross乐队并出版了第一个demo，这就是Rhapsody乐队的前身。乐队于2006年由于版权的原因改名为Rhapsody of Fire。
Luca在采访中声称战士帮合唱团、盲人守护者、万圣节乐团、赤色荣耀等乐队影响了他和他的狂想曲乐团。

## 唱片

### Luca Turilli
- 北地黎明之君（英语：King of the Nordic Twilight） (1999)
- 最后消逝的先知（英语：Prophet of the Last Eclipse）（2002）
- 恶魔之心（英语：Demonheart） （EP）(2002)
- 创造无限奇迹（英语：The Infinite Wonders of Creation） （2006）

### Luca Turilli的Dreamquest
- 逝去的地平线（英语：Lost Horizons） (2006)

### 烈焰狂想曲
- 传奇故事（英语：Legendary Tales） (1997)
- 迷醉之地交响曲（英语：Symphony of Enchanted Lands） (1998)
- 胜利黎明（英语：Dawn of Victory）  （2000）
- 万千火雨（英语：Rain of a Thousand Flames）  （2001）
- 龙息的力量（英语：Power of the Dragonflame）  （2002）
- 黑暗秘密（英语：The Dark Secret）  (EP)（2004）
- 迷醉之地交响曲II（英语：Symphony of Enchanted Lands II） （2004）
- 巫师梦境的魔力（英语：The Magic of the Wizard's Dream）  （EP）（2005）
- 凯旋还是苦难（英语：Triumph or Agony）  （2006）
- 天使凝结的眼泪（英语：The Frozen Tears of Angels）  （2010）
- 恐惧的冰冷拥抱—暗之浪漫交响曲（英语：The Cold Embrace of Fear – A Dark Romantic Symphony）  （2010）
- 从混乱到永恒（英语：From Chaos to Eternity）  （2010）

### 卢卡·图里利的狂想曲（英语：Luca Turilli's Rhapsody）
- 飞升无限（英语：Ascending to Infinity） (2012)